# Ben Weber
Ben Weber (Bellingham (Washington), 14 mei 1972) is een Amerikaans acteur.

## Biografie
Weber studeerde in 1994 af in Engels aan de New York-universiteit in New York. in de jaren negentig begon hij zijn carrière als stand-upkomiek in New York.
Weber begon in 1996 met acteren in de film Twister, waarna hij nog meerdere rollen speelde in films en televisieseries.
Weber is in 2000 getrouwd.

## Filmografie

### Films
Uitgezonderd korte films.
- 2015 Come Simi - als Ben
- 2011 Losing Control - als dr. Rudy Mann
- 2007 Look - als Marty
- 2006 The Christmas Card - als Paul
- 2005 Coach Carter - als mr. Gesek
- 2004 King of the Corner - als dr. Collins
- 2001 Kissing Jessica Stein - als Larry
- 2000 Gun Shy - als Mark
- 2000 The Broken Hearts Club: A Romantic Comedy - als Patrick
- 2000 The Only Living Boy in New York - als Josh
- 1999 Giving It Up - als Peter McGrath
- 1996 The Mirror Has Two Faces - als student
- 1996 Twister - als Stanley

### Televisieseries
Uitgezonderd eenmalige gastrollen.
- 2019 Denton's Death Date - als vader van Denton - 10 afl.
- 2017 Manhunt: Unabomber - als Andy Genelli - 7 afl.
- 209-2013 The Secret Life of the American Teenager - als David Johnson - 14 afl.
- 2005 The West Wing - als Vic Faison - 3 afl.
- 2005 ER - als Lou - 2 afl.
- 2003-2004 Everwood - als Chris Beals - 4 afl.
- 1998-1999 Sex and the City - als Skipper Johnston - 7 afl.

- Library of Congress Control Number: no2012006147
- Virtual International Authority File: 231373490
- WorldCat: E39PBJq7487X7KqCPmTrwGyyBP